# Адміністративний устрій Василівського району
Адміністративний устрій Василівського району — адміністративно-територіальний устрій Василівського району Запорізької області на 2 міські ради, 1 селишну раду і 11 сільських рад, які об'єднують 38 населених пунктів та підпорядковані Василівській районній раді. Адміністративний центр — місто Василівка.

## Список радВасилівського району
| №  | Назва                             | Центр             | Населені пункти                                                                  | Площа км² | Місце за площею | Населення (2001), осіб. | Місце за населенням |
| -- | --------------------------------- | ----------------- | -------------------------------------------------------------------------------- | --------- | --------------- | ----------------------- | ------------------- |
| 1  | Василівська міська рада           | м. Василівка      | м. Василівка                                                                     |           |                 |                         |                     |
| 2  | Дніпрорудненська міська рада      | м. Дніпрорудне    | м. Дніпрорудне                                                                   |           |                 |                         |                     |
| 3  | Степногірська селищна рада        | смт Степногірськ  | смт Степногірськ с. Лук'янівське с. Степове                                      |           |                 |                         |                     |
| 4  | Балківська сільська рада          | с. Балки          | с. Балки                                                                         |           |                 |                         |                     |
| 5  | Верхньокриничанська сільська рада | с. Верхня Криниця | с. Верхня Криниця                                                                |           |                 |                         |                     |
| 6  | Кам'янська сільська рада          | с. Кам'янське     | с. Кам'янське с. Плавні                                                          |           |                 |                         |                     |
| 7  | Лугівська сільська рада           | с. Лугове         | с. Лугове с. Лісне                                                               |           |                 |                         |                     |
| 8  | Малобілозерська сільська рада     | с. Мала Білозерка | с. Мала Білозерка с. Новобілозерка                                               |           |                 |                         |                     |
| 9  | Орлянська сільська рада           | с. Орлянське      | с. Орлянське с. Відножине с. Тополине с. Улянівка с. Ясна Поляна                 |           |                 |                         |                     |
| 10 | Підгірненська сільська рада       | с. Підгірне       | с. Підгірне с. Гладке с. Зелений Гай                                             |           |                 |                         |                     |
| 11 | Приморська сільська рада          | с. Приморське     | с. Приморське                                                                    |           |                 |                         |                     |
| 12 | П'ятихатська сільська рада        | с. П'ятихатки     | с. П'ятихатки с. Жереб'янки с. Лобкове с. Малі Щербаки с. Павлівка               |           |                 |                         |                     |
| 13 | Скельківська сільська рада        | с. Скельки        | с. Скельки с. Златопіль с. Маячка с. Першотравневе с. Шевченка                   |           |                 |                         |                     |
| 14 | Широківська сільська рада         | с. Широке         | с. Широке с. Грозове с. Коновалова с. Переможне с. Тернувате с. Червоноармійське |           |                 |                         |                     |

* Примітки: м. — місто, смт — селище міського типу, с. — село, с-ще — селище